# Aleksandr Mikhailovich Lyapunov
Aleksandr Mikhailovich Lyapunov (tiếng Nga: Александр Михайлович Ляпунов; 6 tháng 6 (cũ 25 tháng 5) năm 1857 – 3 tháng 11 năm 1918) là một nhà toán học, cơ học và vật lý người Nga. Họ của ông đôi khi được viết sang tiếng Latinh là Ljapunov, Liapunov hay Ljapunow.
Lyapunov được biết đến vì những phát kiến của ông cho lý thuyết ổn định của một hệ thống động lực, cũng như cho nhiều đóng góp cho ngành vật lý toán và lý thuyết xác suất.

## Tiểu sử

### Thời trẻ
Lyapunov sinh ra tại Yaroslavl, Đế quốc Nga. Cha ông là Mikhail Vasilyevich Lyapunov (1820–1868), một nhà thiên văn và là người đứng đầu của tổ chức văn hóa Demidovski. Vào năm 1863, M. V. Lyapunov về hưu và chuyển gia đình ông về quê vợ ở Bolobonov, tỉnh Simbirsk (bây giờ là Ulyanovsk Oblast). Sau cha ông mất vào năm 1868, Aleksandr Lyapunov được kèm cặp bởi chính cậu ruột của mình R. M. Sechenov, anh nhà sinh lý học nổi tiếng Ivan Mikhailovich Sechenov. Tại gia đình của cậu mình, Lyapunov đã học với người em họ hàng xa Natalia Rafailovna, người mà trở thành vợ ông vào năm 1886. Năm 1870, mẹ ông đưa các con trai bà tới Nizhny Novgorod, nơi ông bắt đầu học trung học. Ông đã tốt nghiệp xuất sắc vào năm 1876.

### Học vấn

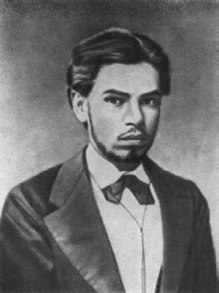
Aleksandr Lyapunov năm 1876

Năm 1876 Lyapunov gia nhập khoa Toán Lý tại trường Đại học Saint Petersburg, nhưng sau đó một tháng ông quyết định chuyển sang học khoa Toán của trường.
Trong số các giáo sư toán của Saint Petersburg gồm Chebyshev và các học trò của ông Aleksandr Nikolaevich Korkin và Yegor Ivanovich Zolotarev. Lyapunov viết công trình khoa học độc lập đầu tiên của mình dưới sự hướng dẫn của giáo sư cơ học D. K. Bobylev. Năm 1880 Lyapunov nhận huy chương vàng cho công trình nghiên cứu về thủy tĩnh học. Đây là cơ sở cho báo cáo khoa học đầu tiên của ông Về sự cân bằng của vật nặng trong chất lỏng nặng chứa trong bể chứa có hình dáng cố định và Về thế của áp suất thủy tĩnh. Lyapunov hoàn thành chương trình đại học của mình vào năm 1880, hai năm sau đó. Andrey Markov, người mà cũng tốt nghiệp từ Đại học Saint Petersburg. Lyapunov đã duy trì mối liên hệ khoa học với Markov trong suốt đời mình.
Năm 1884 Lyapunov bảo vệ đề tài Thạc sĩ của ông Về sự ổn định của cân bằng dạng elipsoid của chất lỏng quay. Đề tài này được gợi ý cho ông bởi Chebyshev, người mà đã cũng gợi ý cho các sinh viên khác của mình nữa, như Zolotarev và Sofia Vasilyevna Kovalevskaya. 
Đề tài này được xuất bản vào năm 1885 trong Tập san thiên văn học (Bulletin Astronomique). Nó được dịch nguyên vẹn sang tiếng Pháp vào năm 1904 và đã thu hút sự chú ý của các nhà toán học, vật lý học và thiên văn học tại châu Âu.

### Giảng dạy và nghiên cứu
Năm 1895 Lyapunov trở thành giáo sư ngoại ngạch và được đề xuất vào chức giáo sư cơ khí tại Đại học Kharkiv, cùng năm đó.
Mới đầu ở Kharkiv, Lyapunov viết cuốn tự truyện của mình:
Thời gian đầu, hoạt động nghiên cứu của Lyapunov bị giảm ngắn. Vì công việc giảng dạy và hướng dẫn sinh viên cần rất nhiều thời gian.
Sinh viên và cũng là trợ lý của ông, Vladimir Steklov, nhớ lại bài giảng đầu tiên của ông như sau: «Một thanh niên đẹp trai, cùng tuổi với các sinh viên khác, đến trước thính giả, trong đó có vị trưởng khoa già, giáo sư Levakovsky, người được sự kính trọng của tất cả sinh viên. Sau khi vị trưởng khoa ra ngoài, người thanh niên với giọng nói hơi rung bắt đầu bài giảng về động học của chất điểm, thay vì bài giảng hệ thống động lực học. Vấn đề này đã được dạy bởi giáo sư Delarue. Nhưng những gì thầy Lyapunov dạy là mới mẻ đối với tôi và tôi không bao giờ thấy những kiến thức này ở trong bất kỳ quyển sách giáo khoa nào. Tất cả ác cảm về môn học lập tức tan vào cát bụi. Từ ngày đó, sinh viên bày tỏ sự kính trọng đặc biệt đối với thầy Lyapunov»
Năm 1892 Lyapunov bảo vệ luận án tiến sĩ nổi tiếng Đại cương về độ ổn định của chuyển động. Luận án này đã được bảo vệ ở đại họcMoscow vào ngày 12 tháng 9 năm 1892, với sự phản biện của Nikolai Zhukovsky và V. B. Mlodzeevski. Luận văn này cùng với luận văn thạc sĩ, đã được dịch sang tiếng Pháp. Năm sau đó Lyapunov trở thành giáo sư thực thụ của Đại học Kharkiv.

### Những năm sau đó
Lyapunov qua về Saint Petersburg năm 1902, sau khi được bầu vào thành viên của Học viện Khoa học, đồng thời là giáo sư của khoa Toán ứng dụng trường. Vị trí đã bị bỏ trống sau khi thầy của ông, Chebyshev mất. Không phải tham gia công tác giảng dạy, cho phép Lyapunov tập trung vào nghiên cứu và đặc biệt ông có thể đúc kết những vấn đề của Chebyshev để bắt đầu sự nghiệp khoa học của mình.
Năm 1908 ông tham gia Hội nghị Toán học quốc tế lần thứ tư ở Roma. Ông cũng tham gia công việc xuất bản các tuyển tập của Euler: biên tập quyển 18 và 19.
Cuối tháng 6, năm 1917, Lyapunov cùng vợ về thăm anh trai ông ở Odessa. Vợ ông bị bệnh lao vì thế họ phải rời đi sau đó theo yêu cầu của bác sĩ. Bà chết vào 31 tháng 10,1918. Cùng ngày đó, Lyapunov tự bắn vào đầu, ba ngày sau ông mất.

## Sự nghiệp
Lyapunov đóng góp cho nhiều lĩnh vực, bao gồm phương trình vi phân, lý thuyết thế, hệ thống động học và lý thuyết xác suất. Quan tâm chính của ông là độ ổn định của cân bằng chuyển động của hệ thống cơ học, lý thuyết mẫu về sự ổn định của chất lỏng rối đồng dạng, và nghiên cứu các hạt dưới ảnh hưởng của trọng trường. Sự nghiệp của ông trong nhiều lĩnh vực của vật lý toán liên quan đến bài toán giá trị biên của phương trình Laplace. Trong lý thuyết thế, công trình của ông từ 1987 Về vài vấn đề liên kết với bài toán Dirichlet's làm rõ nhiều vấn đề quan trọng của lý thuyết thế. Các công trình của ông trong lĩnh vực này có liên hệ chặt chẽ với các công trình của Steklov. Lyapunov đã phát triển nhiều phương pháp xấp xỉ quan trọng. Các phương pháp của ông, được phát triển vào năm 1899, giúp định nghĩa độ ổn định của tập hợp các phương trình vi phân thông thường. Ông cũng sáng tạo ra lý thuyết hiện đại về độ ổn định của một hệ thống động lực. Trong lý thuyết xác suất, ông tổng hợp hóa các công trình của Chebyshev và Markov, và chứng minh định lý giới hạn trung tâm dưới nhiều điều kiện tổng quát hơn những người đi trước. Phương pháp của ông được sử dụng cho nhiều phép chứng minh được phổ biến rộng rãi sau đó trong lý thuyết xác suất.
Giống nhiều nhà toán học, Lyapunov thích làm việc một mình hơn và giao tiếp chủ yếu với một vài đồng nghiệp và người thân. Ông thường làm việc đến khuya, 4-5 giờ vào ban đêm, đôi khi ông làm việc cả đêm. Một hoặc hai lần một năm ông đi nhà hát, hoặc đi xem một số buổi hòa nhạc. Ông có nhiều sinh viên. Ông là thành viên danh dự của nhiều trường đại học, thành viên danh dự của Học viện ở Roma và đồng thời là thành viên của Học viện Khoa học ở Paris.

## Tác phẩm tiêu biểu
- 1884, Về sự ổn định cân bằng của chất lỏng quay hình elip (ở Nga)
- 1892, Bài toán tổng quát về độ ổn định của chuyển động (ở Nga)
- 1897, Sur certaines questions qui se rattachent au problème de Dirichlet
- 1901, Novelle forme du théorème sur la limite de probabilité
- 1901, Sur un théorème du calcul des probabilités
- 1902, Sur une série dans la théorie des équations différentielles linéaires du second ordre à coefficients périodiques
- 1903, Recherches dans la théorie de la figure des corps célestes
- 1904, Sur l'équation de Clairaut et les équations plus générales de la théorie de la figure des planètes